# Rosa Stallbaumer

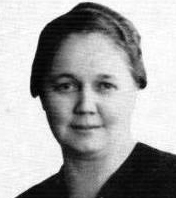
Rosa Stallbaumer

Rosa Stallbaumer (geb. als Rosa Hofmann 30. November 1897 in Sillian; gest. 23. November 1942 im KZ Auschwitz) war eine österreichische Widerstandskämpferin.

## Leben und Erinnerung
Gemeinsam mit anderen war Stallbaumer nach dem Anschluss Österreichs an das Deutsche Reich als Fluchthelferin für Juden tätig. Sie verhalf Wiener Juden über Osttirol zur Flucht nach Italien. Auch ihr Ehemann, der Fuhrunternehmer Anton Stallbaumer, war Teil der Gruppe. Die Gruppe wurde 1942 an die Gestapo verraten, zunächst wurde Anton Stallbaumer inhaftiert, dann auch Rosa Stallbaumer. Stallbaumer und vier weitere Mitglieder der Gruppe wurden am 26. Juni 1942 zu mehrmonatigen Haftstrafen verurteilt. Die beiden Töchter von Rosa und Anton Stallbaumer wurden in NS-Erziehungsheimen untergebracht. Direkt nach der Haft wurde Stallbaumer allerdings ohne Verfahren ins KZ Dachau und von dort ins KZ Auschwitz weitergebracht. Dort verstarb sie am 23. November 1942. Sie war damit die einzige der Gruppe, die nicht nach längeren Haft- oder KZ-Strafen wieder frei kam. Ihr Ehemann kam im Dezember 1943 aus dem KZ Dachau frei.
Bischof Manfred Scheuer kritisierte 2009, dass in Sillian kein Gedenken an Rosa Stallbaumer stattfinde. In Innsbruck ist Stallbaumer eine der Widerstandskämpferinnen, denen seit 2011 auf dem Befreiungsdenkmal gedacht wird.